# Bezirk Woyniłów
Bezirk Woyniłów  – dawny powiat (Bezirk) kraju koronnego Królestwo Galicji i Lodomerii, funkcjonujący w latach 1854–1867. Siedzibą starostwa było miasteczko Woyniłów (Wojniłów).

## Historia
Bezirk Woyniłów utworzono w ramach reformy uwłaszczeniowej z okresu Wiosny Ludów (1848–1849), która likwidowała jurysdykcję właściciela ziemskiego nad poddanymi. W Galicji, dominium – jako podstawowa jednostka administracyjna i filar systemu feudalnego straciło rację bytu. Konieczne stało się zatem wprowadzenie nowego systemu administracyjnego, którego zręby powstały w latach 1851–1855. Nowy trójstopniowy podział administracyjny objął 21 cyrkułów (niem. Kreise), 179 małych powiatów (niem. Bezirke) i ponad 6000 gmin (niem. Gemeinde).
Bezirk Woyniłów objął obszar o wielkości 7,1 mil², zamieszkany przez 21.698 ludzi i podzielony na 34 gminy katastralne, w tym dwa miasteczka (Bukaczowce i Wojniłów). Wszedł w skład cyrkułu stryjskiego, jako jeden z jego dziewięciu powiatów. W kolejnych latach gminę Podhorki przeniesiono do Bezirk Kałusz.
Po nadaniu Galicji autonomii oraz powołaniu samorządu gminnego i powiatowego w 1865 zlikwidowano cyrkuły (Kreise). Dotychczasowe małe powiaty (Bezirke) w liczbie 179, utrzymały się do 1867 roku, kiedy to w następstwie kolejnej reformy administracyjnej (23 stycznia 1867) zostały zastąpione przez 74 większych powiatów. Obszar zniesionego Bezirk Woyniłów wszedł wtedy w skład nowych powiatów: kałuskiego i rohatyńskiego (vide podział w tabeli poniżej). 1 stycznia 1895 gminę Nowoszyny przeniesiono z powiatu rohatyńskiego do powiatu żydaczowskiego.

## Podział administracyjny (1854)
| Lp. | Gmina jednostkowa    | Powierzchnia | Ludność | Powiat w 1867 po zniesieniu |
| --- | -------------------- | ------------ | ------- | --------------------------- |
| 1   | Woyniłów (m)         | 8500         | 1751    | kałuski                     |
| 2   | Dubowica             | 8500         | 425     | kałuski                     |
| 3   | Medynia              | 8500         | 841     | kałuski                     |
| 4   | Seredne              | 8500         | 400     | kałuski                     |
| 5   | Tomaszowce i Dąbrowa | 6500         | 1667    | kałuski                     |
| 6   | Perekosy             | 1000         | 495     | kałuski                     |
| 7   | Siółko               | 500          | 419     | kałuski                     |
| 8   | Przewoziec           | 1500         | 481     | kałuski                     |
| 9   | Studzianka           | 7500         | 863     | kałuski                     |
| 10  | Babin                | 7500         | 642     | kałuski                     |
| 11  | Dołpotów             | 7500         | 1023    | kałuski                     |
| 12  | Słobódka             | 7500         | 235     | kałuski                     |
| 13  | Podhorki             | 2000         | 835     | kałuski                     |
| 14  | Podmichałowce        | 5000         | 240     | rohatyński                  |
| 15  | Żurów                | 5000         | 723     | rohatyński                  |
| 16  | Kołokolin            | 5000         | 747     | rohatyński                  |
| 17  | Czahrów              | 20000        | 801     | rohatyński                  |
| 18  | Bukaczowce (m)       | 20000        | 1049    | rohatyński                  |
| 19  | Poświerz ze Słobódką | 20000        | 420     | rohatyński                  |
| 20  | Czerniów             | 20000        | 898     | rohatyński                  |
| 21  | Wiszniów             | 20000        | 503     | rohatyński                  |
| 22  | Nowoszyny            | 20000        | 353     | rohatyński                  |
| 23  | Kozara               | 20000        | 569     | rohatyński                  |
| 24  | Żurawienko           | 20000        | 262     | rohatyński                  |
| 25  | Cwitowa              | 1500         | 508     | kałuski                     |
| 26  | Łuka                 | 2000         | 414     | kałuski                     |
| 27  | Martynów Stary       | 2500         | 417     | rohatyński                  |
| 28  | Dołżka               | 2500         | 259     | kałuski                     |
| 29  | Martynów Nowy        | 5000         | 793     | rohatyński                  |
| 30  | Moszkowce            | 5000         | 231     | kałuski                     |
| 31  | Siwka                | 5000         | 618     | kałuski                     |
| 32  | Dołha                | 7500         | 965     | kałuski                     |
| 33  | Niegowce             | 7500         | 615     | kałuski                     |
| 34  | Humenów              | 7500         | 236     | kałuski                     |

Objaśnienie:
(M) = miasto; (m) = miasteczko